# Lipotriches esakii
Lipotriches esakii är en biart som först beskrevs av Hirashima 1961.  Lipotriches esakii ingår i släktet Lipotriches och familjen vägbin. Inga underarter finns listade i Catalogue of Life.